# 泛马来亚农民阵线
泛马來亞农民阵线（abbrev. BATAS ）是由慕沙阿末于1947年7月17日在雪兰莪加影成立的马来左翼组织。慕沙阿末是该组织的第一任领袖，阿巴斯任秘书，莫赫塔尔任财政，卡迪尔任宣传部长。
泛马來亞农民阵线受马来亚共产党马来工作部的直接领导，是人民力量中心的六个主要组织之一。该组织成立不到一年，英殖民政府就根据1948年的紧急状态法，与其他争取马来亚独立的政党和组织一起取缔了泛马來亞农民阵线。在被取缔后，泛马来亚农民阵线的领袖都直接参与马共的武装斗争。